# Буркхардт, Генрих Христиан
Генрих Христиан Буркхардт (в старых российских источниках Буркгардт, нем. Heinrich Christian Burckhardt; 26 февраля 1811, Аделебзен — 14 декабря 1879, Ганновер) — немецкий лесовод.

## Биография
Изучив лесное хозяйство и прослушав курс в Гёттингенском университете, он состоял некоторое время преподавателем в мюнденской лесной школе, а потом последовательно занимал различные административные должности, до директора включительно, по лесному ведомству в Ганновере. Пользовался большой известностью между современниками, как практический деятель по лесному хозяйству, и занимает видное место в лесоводственной литературе своим классическим сочинением: «Säen und Pflanzen nach forstlicher Praxis» (1855 год, 5-е изд. 1880, русский перевод Н. С. Шафранова под названием «Посев и посадка леса», 1876). Из остальных сочинений Буркхардта следует упомянуть: «Der Waldwerth» (1860); «Hülfstafeln für Forsttaxatoren in 3 Abtheilungen» (1852—1858); «Die Theilforsten und ihre Zusammenlegung zu Wirthschaftsverbä nden», 1876 года. Кроме того, им издано в течение 16 лет (1865—1881 гг.) 10 томов сборника «Aus dem Walde».